# کنتو ناکاجیما
کنتو ناکاجیما (انگلیسی: Kento Nakajima؛ زادهٔ ۱۳ مارس ۱۹۹۴) بازیگر، و خواننده اهل ژاپن است. وی از سال ۲۰۰۸ میلادی تاکنون مشغول فعالیت بوده‌است.